# Рыжая белка (фильм)
«Рыжая белка» (исп. La ardilla roja) — второй полнометражный фильм испанского кинорежиссёра Хулио Медема, снятый в 1993 году. В центре сюжета — встреча молодого человека Хота с девушкой Софией, потерявшей память, и их совместное путешествие, в ходе которого раскрываются таинственные обстоятельства жизни Софии.
Премьера фильма состоялась 21 апреля 1993 года в Испании, а в мае того же года фильм был показан на Каннском кинофестивале. В России не выходил в прокат. Фильм получил ряд кинопремий на фестивалях в Испании и за рубежом.

## Сюжет
Ночью в Сан-Себастьяне, стоя на мосту над рекой, молодой музыкант Хота, которого недавно оставила любимая девушка, размышляет о самоубийстве. Его мысли прерывает авария — он видит, как с моста на берег падает девушка на мотоцикле. Доставив девушку в больницу, Хота представляется её парнем, а на следующий день, узнав, что девушка потеряла память, придумывает ей биографию и уезжает вместе с ней в кемпинг под названием «Рыжая белка», выбранным Ли́сой (так, по мнению Хоты, зовут девушку; «Эли́са» называется наиболее известная песня, которую исполняла группа Хоты «Мухи»).
В кемпинге на берегу озера пара знакомится с таксистом Антоном и его женой Кармен, которые отдыхают с детьми. Хоте приходится придумывать на ходу детали биографии Лисы и их совместной жизни, однако постепенно начинают обнаруживаться неувязки: так, во время сеанса «гипноза» с Альберто, сыном Антона, Лиса произносит своё имя «София Фуэнтес». Вскоре по радио начинают передавать просьбу сообщить о местонахождении Софии Фуэнтес, потерявшей память. Сообщают также о сумасшедшем водителе, гоняющем по окрестностям и сбившем насмерть нескольких прохожих.
Наконец, в кемпинге появляется Феликс, который сообщает, что он бывший муж Софии. Он явно не в себе и хочет вернуть Софию любыми средствами. Феликс и Хота вступают в противоборство за обладание Лисой…

## В ролях
- Эмма Суарес — Ли́са / София
- Нанчо Ново — Хота
- Кармело Гомес — Феликс
- Мария Барранко — Ка́рмен
- Карра Элехальде — Антон
- Эни Санчес — Кристина, дочь Антона
- Энрико Илесар — Альберто, сын Антона
- Кристина Маркос — девушка с синими волосами
- Моника Молина — девушка с красными волосами
- Элена Ирурета — Бегония
- Ана Грасия — психиатр
- Чема Бласко — заведующий отделением неврологии

## Съёмочная группа
- Режиссёр: Хулио Медем
- Сценарий: Хулио Медем
- Продюсер: Энрике Лопес Лавинь, Фернандо де Гарсильян
- Оператор: Гонсало Ф. Берриди
- Композитор: Альберто Иглесиас, Чечо Бенгоэчеа

## Награды
- 1994 — Кинофестиваль в Боготе, золотой приз «Доколумбов Круг» за лучший фильм (Хулио Медем)
- 1994 — Каннский кинофестиваль, юношеский приз за лучший иностранный фильм (Хулио Медем)
- 1994 — Премия «Гойя», лучшая музыка (Альберто Иглесиас)
- 1994 — Кинофестиваль в Жерармере, приз критики (Хулио Медем)
- 1994 — Кинофестиваль в Жерармере, специальный приз жюри (Хулио Медем)
- 1994 — Премия «Сан-Жорди», лучший испанский фильм (разделил место с фильмом «Кика (фильм)»)
- 1994 — Премия «Сан-Жорди», лучшая испанская актриса (Эмма Суарес)
- 1994 — Премия Союза актёров Испании, лучшая исполнительница главной роли (Эмма Суарес)
- 1994 — Премия «Турия», приз зрительских симпатий за лучший испанский фильм (Хулио Медем)
- 1994 — Премия «Турия», лучшая актриса (Эмма Суарес)
- 1994 — Премия «Турия», лучший начинающий режиссёр (Хулио Медем)
- 1993 — Премия «Ондас», лучший испанский фильм

## Отзывы
- Сайт «Артхаус»[1]:

«Рыжая белка» — это анти-мачистская притча в форме мистической комедии. История, рассказанная с точки зрения мужской психологии, преподает нам моральный урок против чувства собственности, которым мужчины донимают женщин. История строится вокруг одной основной лжи, которая затем даёт рождение многим другим, все внутренне связанным с обманом, породившим первую ложь.

По своей структуре, «Рыжая белка» — это интригующая игра с потайными ящичками.